# ジュリアン・ロルシー
ジュリアン・ロルシー（Julien Lorcy、1972年4月12日 - ）は、フランスのプロボクサー。ヴァル＝ドワーズ県ブゾン出身。元WBA世界ライト級王者。

## 来歴
1991年5月25日、フランスでプロデビューし、3回KO勝ち。
1992年、フランス代表としてバルセロナオリンピックボクシングライト級に出場し、ベスト8。
1996年11月2日、33戦目でEBU欧州スーパーフェザー級王座を獲得した。
1997年3月1日、35戦目で世界王座初挑戦。世界ボクシング機構 (WBO)世界スーパーフェザー級王座決定戦で王座を持つアルヌルフォ・カスティーヨに挑戦したが、1-0の判定引き分け。10月4日の再度の王座決定戦でも1-1の判定引き分けに終わった。
1998年5月16日、WBO世界スーパーフェザー級王座決定戦で王者アナトリー・アレクサンドルフに挑戦、0-2の判定負け。
1999年4月10日、1階級上の世界ボクシング協会 (WBA)世界ライト級王者ジャン＝バチスト・メンディに挑戦し、6回TKO勝ち。44戦目で世界王座を獲得した。
1999年8月7日、WBA王座防衛戦として挑戦者ステファン・ゾフと対戦、1-2の判定負けで初防衛に失敗し王座を失った。
2000年1月31日、EBU欧州ライト級王座を獲得した。
2001年7月1日、指名挑戦者としてWBA世界ライト級王者畑山隆則に挑戦し、3-0の判定勝ちで2度目のWBA王座獲得となった。
2001年10月8日、2度目のWBA王座初防衛戦で挑戦者ラウル・バルビと対戦し、0-2の判定負けで同王座を失った。
2004年11月4日、WBA世界ライト級王者ファン・ディアスに挑戦し、0-3の判定負け。この試合を最後に引退した。